# Geluk (kans)

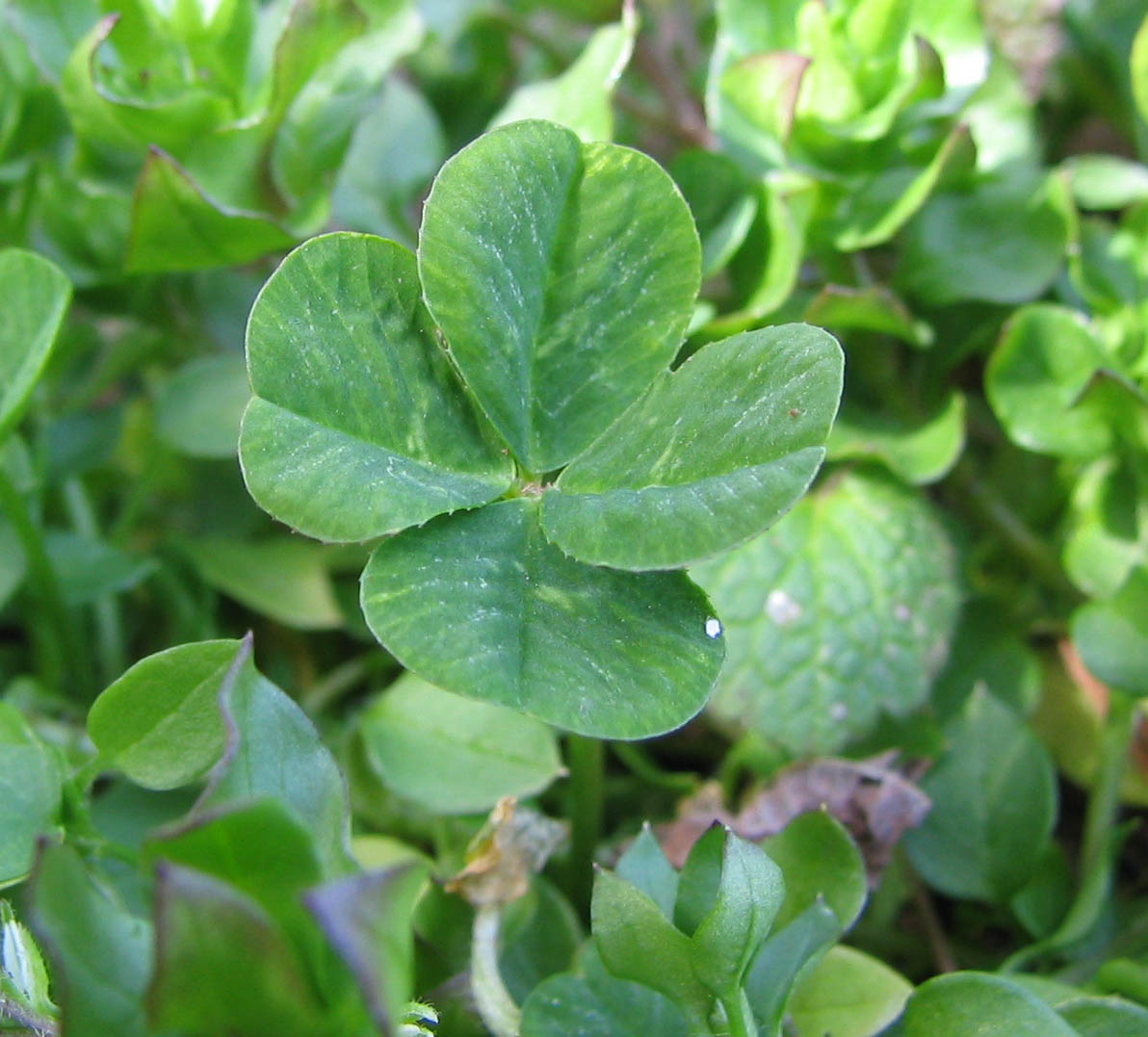
Een klavertjevier wordt vaak gezien als een gelukssymbool

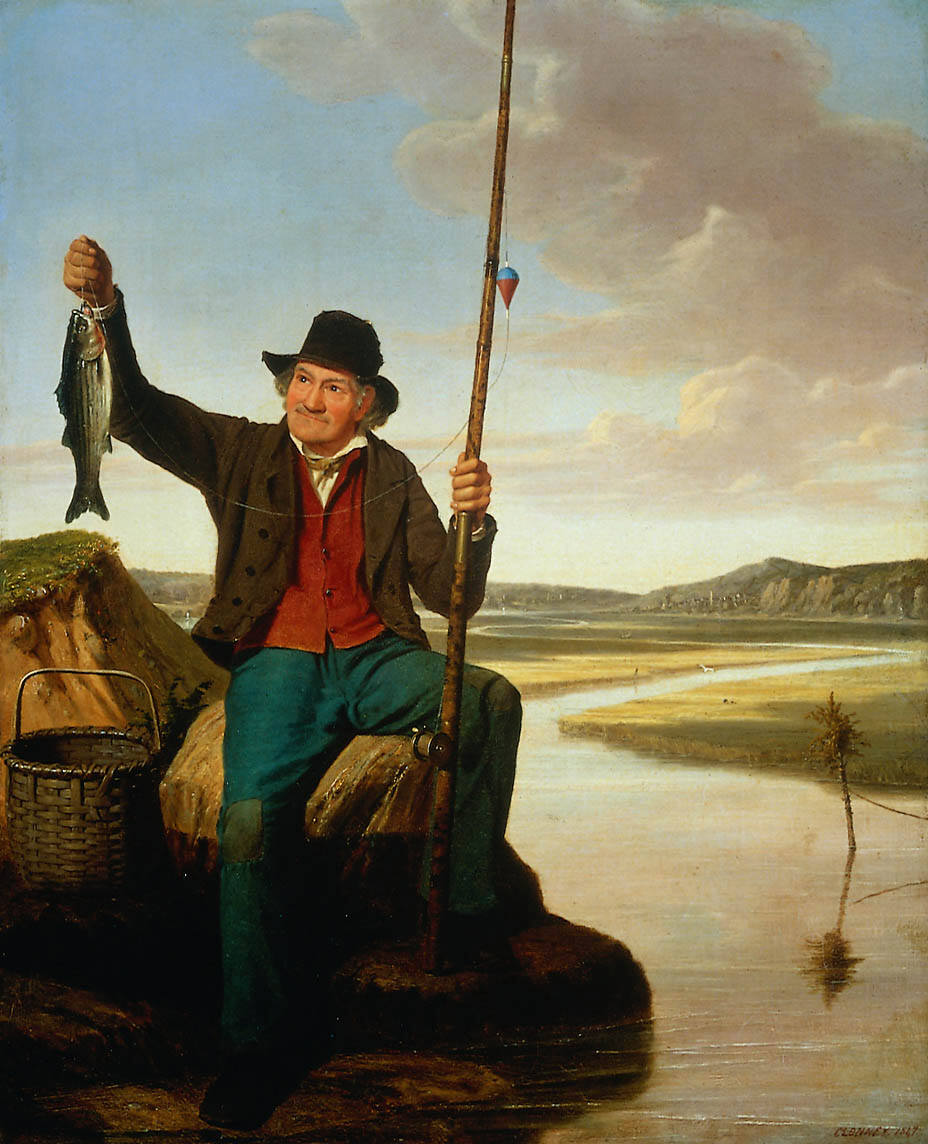
Een gelukkige vangst, schilderij van James Goodwyn Clonney uit 1847

Geluk hebben betekent door een onvoorziene gebeurtenis begunstigd te zijn. In die betekenis betekent geluk de voorspoed die iemand ten deel valt zonder dat hij daar invloed op heeft.
Voorbeelden kunnen zijn: het winnen bij de Lotto, bij roulette of een ander kansspel. Ook door toeval een nadeel vermijden hoort hierbij. Het tegendeel van toevalsgeluk is een onvoorzien ongeluk, onheil of pech.
In vele talen bestaat er een duidelijk onderscheid tussen de woorden die gebruikt worden voor "geluk hebben" (per toeval) en de emotie of toestand van "gelukkig zijn". In bijvoorbeeld het Nederlands en het Duits is dit echter niet het geval. Dit kan resulteren in lichte verwarring bij het vertalen, bijvoorbeeld van groeten en wensen.
|           | geluk als emotie of toestand                    | "toevalsgeluk"     |
| --------- | ----------------------------------------------- | ------------------ |
| Engels    | happiness                                       | luck               |
| Frans     | le bonheur                                      | la bonne chance    |
| Latijn    | beatitudino                                     | fortuna            |
| Grieks    | μακαριότης (makariotes) εὐδαιμονία (eudaimonia) | εὐτυχία (eutychia) |
| Hebreeuws | אשׁר (asher)                                     | גּד (gad)           |
| Arabisch  | سعادة (sa'ad)                                   | حظ (HaZZ)          |

Het Engelse "luck" woord zou van het Nederlandse/Duitse woord afgeleid zijn.
Van het Franse "chance" hebben we in het Nederlands de woorden "kans" en ook "sjaans" of "sjans". Volgens het van Dale-woordenboek is dit laatste Bargoens of volkstaal en betekent kans. Sjans hebben: succes hebben bij de dames, resp. bij de heren. In Vlaanderen betekent dit in de omgangstaal ook gewoon "geluk hebben" zonder dat hiermee specifiek "bij de dames" (of heren) wordt bedoeld.
Individuele en culturele opvattingen over geluk lopen uiteen: sommigen denken dat geluk het werk is van een hogere kracht, volgens anderen is het slechts een kwestie van toeval. Zo geloofden de Romeinen dat de godin Fortuna het geluk belichaamde, terwijl de filosoof Daniel Dennett van mening is dat "geluk slechts geluk is", in plaats van de eigenschap van een persoon of ding.
Gelukssymbolen zijn wereldwijd populair en kunnen verschillende vormen aannemen.